# كاميلا كاتانيو
كاميلا كاتانيو (بالإيطالية: Camilla Cattaneo)‏ هي سباحة متزامنة إيطالية، ولدت في 12 فبراير 1990 في سافونا في إيطاليا.

## وصلات خارجية
- كاميلا كاتانيو على موقع الاتحاد الدولي للسباحة (الإنجليزية)
- كاميلا كاتانيو على موقع اللجنة الأولمبية الدولية (الإنجليزية)
- كاميلا كاتانيو على موقع أوليمبيديا (الإنجليزية)